# Хилл, Даглас
Да́глас Хилл (англ. Douglas Hill; род. 6 февраля 1946, Линкольн, Небраска) — американский валторнист, педагог и композитор.

## Биография
Учителями Дагласа Хилла были Филип Фаркаш и Джек Снайдер. На протяжении своей карьеры он играл в ряде американских симфонических оркестров, в числе которых Мэдисонский симфонический оркестр, Рочестерский филармонический оркестр и оркестр Нью-Йоркского балета, а также в большом количестве различных ансамблей. В настоящее время он является участником Висконсинского брасс-квинтета.
Даглас Хилл — один из ведущих современных американских валторнистов-педагогов. В разное время он работал преподавателем в различных музыкальных учебных заведениях США, Великобритании и Китая. В настоящее время он преподаёт валторну в Висконсинском университете. Он автор нескольких методических книг по теории игры на валторне: «Collected Thoughts on Teaching and Learning, Creativity, and Horn Performance» (2001), «Extended Techniques for the Horn» (1981/1996), «Introducing the Instruments: Horn Home Helper» (2005); ряда журнальных статей, сборников этюдов, а также нескольких десятков музыкальных произведений для валторны и различных ансамблей духовых инструментов. С 1978 по 1980 год Даглас Хилл занимал пост президента Международного общества валторнистов. В 2008 году он был избран почётным членом этой организации.